# 류코쿠 대학
류코쿠 대학(일본어: 龍谷大学, 영어: Ryukoku University)은 일본의 불교계열의 대학이다.

## 연혁
류코쿠 대학의 기원은 1639년에 니시혼간지가 설립한 학료(學寮)이다. 1879년에 준공된 오미야(大宮) 캠퍼스 본관 등 건물들이 1964년에 일본 중요문화재로 지정되었다.
- 1639년 : 학료 설립.
- 1655년 : 학림(學林)으로 개칭.
- 1876년 : 대교교(大敎校)으로 개칭.
- 1879년 : 현 오미야 캠퍼스 본관 등 건물들 준공.
- 1888년 : 대학림(大學林)으로 개칭.
- 1900년 : 불교대학(佛敎大學)으로 개칭[1]
- 1905년 : 전문학교령(專門學校令)에 의해 인가.
- 1922년 : 대학령에 의한 대학으로 승격. 류코쿠 대학으로 개칭.
- 1949년 : 신제 류코쿠 대학 발족 (학부: 문학부).
- 1960년 : 후카쿠사(深草) 캠퍼스 개설.
- 1961년 : 경제학부 설치.
- 1968년 : 법학부 설치.
- 1989년 : 세타(瀬田) 캠퍼스 개설. 이공학부, 사회학부 설치.
- 1992년 : 동국대학교와 자매결연 체결.
- 1996년 : 국제문화학부 설치.

## 캠퍼스
- 후카쿠사(深草) 캠퍼스: 대학 본부 캠퍼스.
교토부 교토시 후시미구 후카쿠사 쓰카모토초(深草塚本町) 67.
- 오미야(大宮) 캠퍼스: 문학부 캠퍼스.
교토 부 교토 시 시모교구 시치조도리(七條通) 오미야(大宮) 히가시이루(東入) 다이쿠초(大工町) 125-1.
- 세타(瀬田) 캠퍼스: 이공학부, 사회학부, 국제문화학부 캠퍼스.
시가현 오쓰시 세타오에초(瀬田大江町) 요코타니(橫谷) 1-5.

## 조직

### 학부
- 문학부
  - 진종(眞宗) 학과
  - 불교 학과
  - 철학과
  - 사학과
  - 일본어/일본문학과
  - 영어/영미문학과
- 경제학부
  - 현대 경제학과
  - 국제 경제학과
- 경영학부
  - 경영학과
- 법학부
  - 법률학과
- 정책학부
  - 정책학과
- 이공학부
  - 수리(數理) 정보 학과
  - 전자 정보 학과
  - 기계 시스템 학과
  - 물질화학과
  - 정보 미디어 학과
  - 환경 솔루션 학과
- 사회학부
  - 사회학과
  - 커뮤니티 매니지먼트(Community Management) 학과
  - 지역복지학과
  - 임상복지학과
- 국제문화학부
  - 국제문화학과
- 농학부
  - 식물생명학과
  - 자원생물학과
  - 식품영양학과
  - 식료농업시스템학과

### 대학원
- 문화 연구과
- 경제학 연구과
- 경영학 연구과
- 법학 연구과
- 사회학 연구과
- 이공학 연구과
- 국제문화학 연구과
- 실천 진종학 연구과
- 법무 연구과 (법과대학원)

### 부속기관
- 도서관
- 인간/과학/종교 종합연구 센터
- 불교문화 연구소
- 사회과학 연구소
- 과학기술 공동연구 센터
- 국제사회문화 연구소
- 류코쿠 Extension Center(REC) - 창업보육 센터
- 류코쿠 대학 부속 류코쿠 고등학교
- 류코쿠 박물관